# Grönfotshöna
Grönfotshöna (Tropicoperdix chloropus) är en fågel i familjen fasanfåglar inom ordningen hönsfåglar. Den förekommer i skogsområden på fastlandet i Sydostasien. IUCN kategoriserar den som livskraftig.

## Utseende och läte
Grönfotshönan är en brun fläckig hönsfågel med gråvitt ansikte och en fläckad orange strupe. Till skillnad från ytligt sett lika sånghönsen i Arborophila har den just gröna ben. Sången består av stigande visslingar som kulminerar i en serie med ekande ringande toner.

## Utbredning och systematik
Grönfotshönan förekommer på Sydostasiens fastland. Den delas in i sju underarter med följande utbredning:
- chloropus – förekommer i sydvästligaste Kina (Yunnan) till Myanmar och västra Thailand
- peninsularis – förekommer i sydvästra Thailand
- tonkinensis – förekommer i norra Vietnam
- merlini – förekommer i centrala Vietnams inland
- vivida – förekommer i kustnära höglänta områden i centrala Vietnam
- olivacea – förekommer i Laos och Kambodja
- cognacqi – förekommer i södra Sydvietnam

Vissa inkluderar arten i malajhöna (Tropicoperdix charltonii). Å andra sidan urskiljer Birdlife International och naturvårdsunionen IUCN sedan 2014 tonkinensis som den egna arten "tonkinhöna".

### Släktestillhörighet
Grönfotshönan och dess nära släkting malajhönan placeras traditionellt i sånghönesläktet Arborophila. Genetiska studier visar dock att de endast är avlägset släkt. De har därför lyfts ut till det egna släktet Tropicoperdix.

## Levnadssätt
Grönfotshönan hittas i välväxta skogar i lågland och lägre bergstrakter. Där födosöker den på marken i tät undervegetation och kan vara mycket svår att få syn på. Den påträffas oftast utanför gömslen eller när den promenerar utmed vägkanter och i öppningar i gryning och skymning.

## Status
IUCN bedömer hotstatus för tonkinensis och övriga underarter var för sig, båda som livskraftiga.

## Namn
Arten har tidigare kallats grönbent sånghöna, men har blivit tilldelat ett nytt namn av BirdLife Sverige för att bättre återspegla dess släktskap.